# Skate nos Jogos Olímpicos de Verão de 2020 - Park feminino
A competição do park feminino do skate nos Jogos Olímpicos de Verão de 2020 foi realizada em 4 de agosto de 2021, no Parque Urbano de Esportes de Ariake, em Tóquio. Um total de 20 skatistas de 13 Comitês Olímpicos Nacionais (CON) participaram do evento.

## Qualificação
Um total de 20 vagas estavam disponíveis para o park feminino, sendo atribuídas as 16 melhores skatistas do ranking mundial, três pelo Campeonato Mundial (considerando a representatividade continental) e uma para o país anfitrião, Japão. Como o Japão obteve a vaga via ranking, essa foi realocada para o Campeonato Mundial.

## Formato
As vinte skatistas participantes foram divididas em quatro baterias de cinco skatistas na fase preliminar. Cada uma realizou três tentativas de 45 segundos para suas manobras na bateria designada. A melhor pontuação das três posicionou as competidoras, com as oito melhores do ranking combinado se classificando para a final, onde realizaram mais três tentativas de 45 segundos e as melhores pontuações definiram as medalhistas.

## Calendário
Horário local (UTC+9)
| Dia                 | Horário | Fase         |
| ------------------- | ------- | ------------ |
| 4 de agosto de 2021 | 9:00    | Preliminares |
| 4 de agosto de 2021 | 12:30   | Final        |

## Medalhistas
| Ouro   | JPN Sakura Yosozumi |
| Prata  | JPN Kokona Hiraki   |
| Bronze | GBR Sky Brown       |

## Resultados

### Preliminares
As oito participantes, independente da bateria, com as melhores pontuações avançam a final.
| Pos. | Bateria | Skatista            | CON                | Tentativa | Tentativa | Tentativa | Notas |
| Pos. | Bateria | Skatista            | CON                | 1         | 2         | 3         | Notas |
| ---- | ------- | ------------------- | ------------------ | --------- | --------- | --------- | ----- |
| 1    | 4       | Misugu Okamoto      | JPN Japão          | 54.31     | 55.59     | 58.51     | Q     |
| 2    | 3       | Sky Brown           | GBR Grã-Bretanha   | 55.26     | 57.40     | 40.03     | Q     |
| 3    | 2       | Kokona Hiraki       | JPN Japão          | 49.44     | 52.46     | 6.06      | Q     |
| 4    | 1       | Sakura Yosozumi     | JPN Japão          | 42.50     | 45.93     | 45.98     | Q     |
| 5    | 4       | Bryce Wettstein     | USA Estados Unidos | 44.50     | 2.70      | 40.03     | Q     |
| 6    | 4       | Poppy Starr Olsen   | AUS Austrália      | 44.03     | 38.04     | 34.37     | Q     |
| 7    | 3       | Yndiara Asp         | BRA Brasil         | 43.23     | 6.64      | 21.84     | Q     |
| 8    | 1       | Dora Varella        | BRA Brasil         | 31.53     | 41.59     | 13.86     | Q     |
| 9    | 1       | Lilly Stoephasius   | GER Alemanha       | 38.37     | 24.33     | 10.07     |       |
| 10   | 4       | Isadora Pacheco     | BRA Brasil         | 36.71     | 2.13      | 37.08     |       |
| 11   | 2       | Jordyn Barratt      | USA Estados Unidos | 35.22     | 19.34     | 23.44     |       |
| 12   | 2       | Brighton Zeuner     | USA Estados Unidos | 31.21     | 33.25     | 34.06     |       |
| 13   | 3       | Madeleine Larcheron | FRA França         | 32.34     | 26.42     | 32.15     |       |
| 14   | 2       | Lizzie Armanto      | FIN Finlândia      | 24.26     | 22.76     | 30.01     |       |
| 15   | 4       | Zhang Xin           | CHN China          | 23.25     | 23.03     | 28.16     |       |
| 16   | 3       | Julia Benedetti     | ESP Espanha        | 27.76     | 27.50     | 22.31     |       |
| 17   | 3       | Amelia Bródka       | POL Polônia        | 6.00      | 20.17     | 18.20     |       |
| 18   | 1       | Bombette Martin     | GBR Grã-Bretanha   | 14.40     | 16.21     | 14.31     |       |
| 19   | 1       | Josefina Tapia      | CHI Chile          | 9.73      | 3.12      | 9.72      |       |
| 20   | 2       | Melissa Williams    | RSA África do Sul  | 7.93      | 5.69      | 8.30      |       |

### Final
As três competidoras com as melhores notas na final garantiram as medalhas
| Pos. | Skatista          | CON                | Tentativa | Tentativa | Tentativa | Notas |
| Pos. | Skatista          | CON                | 1         | 2         | 3         | Notas |
| ---- | ----------------- | ------------------ | --------- | --------- | --------- | ----- |
| 01 ! | Sakura Yosozumi   | JPN Japão          | 60.09     | 32.20     | 50.04     |       |
| 02 ! | Kokona Hiraki     | JPN Japão          | 58.05     | 59.04     | 5.70      |       |
| 03 ! | Sky Brown         | GBR Grã-Bretanha   | 47.53     | 47.37     | 56.47     |       |
| 4    | Misugu Okamoto    | JPN Japão          | 20.68     | 53.58     | 51.99     |       |
| 5    | Poppy Starr Olsen | AUS Austrália      | 35.20     | 46.04     | 39.28     |       |
| 6    | Bryce Wettstein   | USA Estados Unidos | 44.50     | 17.96     | 16.21     |       |
| 7    | Dora Varella      | BRA Brasil         | 40.42     | 6.18      | 38.54     |       |
| 8    | Yndiara Asp       | BRA Brasil         | 37.34     | 7.14      | 7.04      |       |